# رولف نورهاگن
رولف نورهاگن (متولد ۲۱ اکتبر ۱۸۹۴ در کریستینیا، درگذشتهٔ ۸ مارس ۱۹۷۹در اسلو) یک گیاه‌شناس نروژی بود. عمده سرشناسی وی بیشتر به دلیل مطالعات منظم در زمینه گیاه‌شناسی و جغرافیای گیاهی است. وی همراه با همکارش گونورکنابن، خاطرنشان کرد که بعضی از گیاه هان از جمله خشخاش ایسلندی، احتمالاً در مناطق عاری از یخ، در امتداد سواحل نروژ، از آخرین عصر یخبندان، جان سالم به در برده‌اند.

## پیشینه
رولف نورهاگن، بعد از امتحانات پایانی دورهٔ متوسطه از مدرسه کلیسای جامع کریستیانیا ۱۹۱۲ و امتحانات تحصیلات عالی از دانشگاه سلطنتی فردریک، در سال ۱۹۱۸، نوردهاگن از سال ۱۹۱۵ به عنوان دستیار در باغ گیاه‌شناسی در موزهٔ برگن استخدام شد. اما در سال ۱۹۲۰ موفق به دریافت بورس تحصیلات دکترا گشته و توانست مدرک دکترای خود را تنها ۲ سال بعد در سال ۱۹۲۲ کسب کند. پایان نامهٔ دکترای وی در مورد گیاه کاکتوس در منطقه جغرافیایی گودبراندزدالن بود.

## تدریس و تحقیق
رولف نورهاگن، پس از یک سال در دانشکده علوم کشاورزی نروژ در اوس در سال ۱۹۲۵ به عنوان مدرس، به برگن بازگشت و به مدت بیست سال به عنوان استاد گیاه‌شناسی سیستماتیک و جغرافیای گیاهی و همچنین مدیر باغ گیاه‌شناسی در موزه برگن کار کرد. پس از پایان جنگ جهانی دوم، وی به عنوان استاد و مدیر باغ گیاه‌شناسی و موزه گیاه‌شناسی در دانشگاه اسلو به همراه خانواده به اسلو نقل مکان کرد. رولف، در سال ۱۹۶۴ استعفا داد. اما از آنجایی که سفرهای زیادی کرده بود از جمله در سالهای ۱۹۲۳ و ۱۹۲۶ به مراکش، همچنان به نوشتن کتاب از مناطق مربوط به سفرهایش ادامه داد.

## زندگی شخصی
او پسر مردی هنرمند در رشته گرافیک، به نام یوهان نورهاگن و زنی به نام کریستین ماگدالن یوهانسن بود. برادر رولف، اولاف نورهاگن معمار مسئول ترمیم کلیسای جامع نیداروس بود، اما سالی که اولاف درگذشت، رولف با الیزابت ماری، ازدواج کرد. آن دوبا هم صاحب ۲ پسر یکی هم نام پد، یعنی «رولف» و دیگری، ۲ سال کوچکتر با نام «پِر» شدند. رولف جوان، فیزیکدان و استاد علوم کامپیوتر و پسر کوچکتر آنها، «پر»، تاریخ‌نگار هنر بود.